# Kruisstraat (Eindhoven)

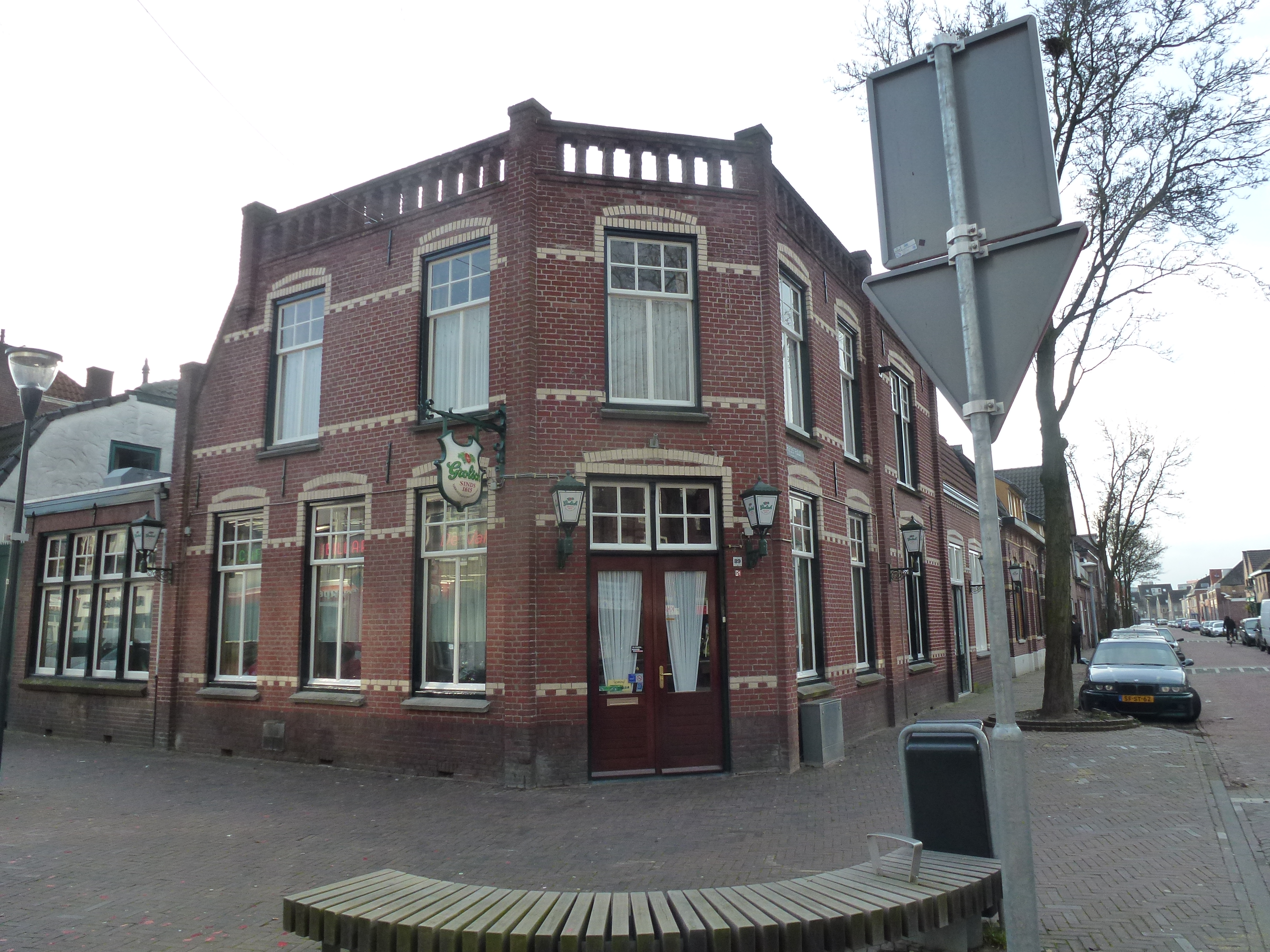
Café "De Valk"

De Kruisstraat is een doorgaande winkelstraat in Eindhoven.
De straat lag vanouds in het dorp Woensel, dat in 1920 werd geannexeerd door Eindhoven. De straat verbindt de wijk Fellenoord via de Woenselse Markt (tot 1920: Markt) met de Kloosterdreef. Langs deze straat vond men vooral rijen arbeidershuisjes die parallel aan de straat waren gebouwd. Ten oosten van de straat ligt de Gildebuurt en ten westen ligt de buurt Hemelrijken. Tal van bewoners waren werkzaam in de sigarenindustrie.
Na 1920 vestigde zich steeds meer kleine middenstand in de straat. Na de Tweede Wereldoorlog, vooral vanaf de jaren '60 van de 20e eeuw, werden de panden geleidelijk gesloopt en vervangen door modernere winkel- en horecapanden.
Uiteindelijk ontstond een levendige straat waarin, naast enkele winkelpanden, vooral veel horeca is te vinden, vaak met een exotische keuken, zoals de Surinaamse, de Turkse en de Poolse. Ook zijn er Turkse, Aziatische en andere winkels en supermarkten te vinden.
Het pand van café-biljart De Valk, aan Kruisstraat 89, gebouwd in 1917, is geklasseerd als gemeentelijk monument.